# Aeroport de Kadhdhoo
L'aeroport de Kadhdhoo (en divehi: ކައްދޫ އެއަރޕޯޓް) (codi IATA: KDO, codi OACI: VRMK) és un aeroport nacional situat a l'illa de Kadhdhoo a l'atol Laamu, Maldives. L'aeroport és a 3,7 km al nord-est de Fonadhoo.

## Història
Quan el president de les Maldives, Maumoon Abdul Gayoom, va assumir el càrrec el 1978, alguns dels problemes més urgents del país van ser la immensa dificultat de viatjar entre Malé i les illes perifèriques i els efectes adversos en la indústria pesquera de les Maldives causa de la entrada il·legal de pesquers estrangers a les aigües territorials de les Maldives. Com a pas per solucionar els problema, el govern actual va decidir promulgar enllaços aeris entre Malé i quatre regions vitals, com Gan.
Des de la seva concepció inicial, el projecte va formar part del programa de desenvolupament iniciat pel president Maumoon Abdul Gayoom, l'execució del projecte va ser supervisada pel ministre de Comerç i Indústries i el viceministre de Defensa i Seguretat Nacional, Ilyas Ibrahim. L'excavació de la pista va començar l'11 de gener de 1982 i la capa final de la pista es va acabar el 6 d'abril de 1986.
El projecte es va executar totalment utilitzant l'experiència local i, tot i que es va iniciar únicament amb càrrec al pressupost del Govern, es va rebre assistència financera externa, en particular del Programa de les Nacions Unides per al Desenvolupament (PNUD), l'Organització d'Aviació Civil Internacional (OACI) i l'Organització dels Països Exportadors de Petroli (Fons OPEP). Maumoon Abdul Gayyoom va ser l'encarregat de inaugurar-lo.

## Instal·lacions
L'aeroport està situat en una elevació de 1,2 m sobre el nivell mitjà del mar. Té una pista designada 03/21 amb una superfície bituminosa que mesura 1.220 per 30 metres. La pista davant dels hangars de l'aeroport és de 105 m x 22 m. Poden aterrar aeronaus d'enlairament i aterratge curts el pes màxim de les quals no superi els 5700 kg.